# Ófalu (Érd)
Ófalu Érd délkeleti része, Budapest és a Duna ölelésében.

## Fekvése
Az Érd keleti határait felölelő, a Dunához illeszkedő partszegély mintegy 9 km hosszúságban és 2–3 km szélességben elterülő alacsony térszínű, ártéri üledékekkel borított tája Érd-Ófalutól Nagytétényen át a budatétényi Hárosig húzódik enyhén ívelt alakban. Délről az Érd–Ercsi-hátság dombsora magasodik a városrész fölé.
Északi határa Érdliget, nyugati határa a Tusculanum. Déli részén áll a Minaret, itt található a Szapáry-kastélyrom, a Kálvária-hegy és az Érdi-magasparton a 172 méter magasan kiemelkedő Kakukk-hegy, továbbá a tőle délre, a hajdani érdi és százhalombattai téglagyár romjai között a Duna parton álló Sánc-hegy fennsíkjának vonulata. A 163 méter magas Sánc-hegy egyúttal Százhalombatta óvárosától választja el. A Kálvária-hegyet a Kakukk-hegytől pedig a Római Birodalom idejéből fennmaradt hadiút (Mély út) mentén kiépült pincesor választja el egymástól.

## Története
A miocén kor végén a Pannon-tenger egyik sekély vizű öble foglalta el ezt a területet. Ebből az időszakból maradtak fenn a felszínen Diósd környékén is homokos, kavicsos, agyagos üledékek. Az Érd-Tétényi-öblözet kialakulását tektonikai okok magyarázzák. A terület a pleisztocén végén annyira megsüllyedt, hogy a Duna ágai kelet felől erre helyeződtek át. A Római Birodalom idején Pannonia keleti határán, Campona és Matrica táborok között itt haladt a kiépített római hadiút. Oklevelekben 1243-ban említik először. 1526-ban, a mohácsi csata előtt itt csatlakozott a Leonard Gnojeński vezette lengyel gyalogos sereg II. Lajos magyar király seregéhez. Ezután 1541 után a törökök kezére került. Az 1550-es években Érdet irányító Hamza bég hadvezér 1566-ban palánkvárakat épített. (Róla kapta Érd a Hamzsabég nevet.) A mecset és mai is álló minaret a 17. században épült. 1684-ben itt zajlott a Buda visszafoglalása előtti ütközet, majd 1686 szeptemberében V. Károly lotaringiai herceg vezetésével a Habsburgok Érdet is visszavették a törököktól. Az 1838. évi nagy árvíz a mecsetet elmosta. A minaret romjait 1970-1971 között állították helyre. A városrész központjában 1990-2015 között gyógyfűrdő és szálloda is üzemelt.

## Közlekedés
Érd belvárosa felöl Ófaluba legkönnyebben a Volánbusz 746-os járatával lehet eljutni, autóval pedig a Felső utcán. Itt nincs vasúti megálló és állomás, az érdi vasútvonalaktól távol helyezkedik el. Északon a 6-os és a 7-es főút Érdet elkerülő közös szakasza, valamint az M6-os autópálya határolja. A forgalmas főutakról körforgalmas lehajtón keresztül a Külső-Római utcába jutva közelíthető meg a városrész.

## Vízrajza
Érdligettől a Sulák-patak és a Bara-árok vízfolyások az ófalusi piac közelében találkoznak, és Sulák-patak néven belefolynak a Dunába. A Beliczay-sziget nyugati oldalán magasodó árvízvédelmi töltés 1942-ben épült. (A tőle északra elhelyezkedő hajdani Körtvélyfa- és Bara-sziget a mentett oldalra került, a Sulák-patak követi az ívüket.) A gáton kiépített kerékpárúton a nagytétényi Harbor parkig lehet eljutni.

## Látnivalók
- Érdi minaret
- Szapáry-kastélyrom
- Kálvária-hegy
- Kakukk-hegy
- Szent Sebestyén & Szent Rókus & Szent Rozália róm.kat. kápolna (1734, barokk)
- Szent Valburga szobor (18. századi, barokk)
- Szent Mihály róm.kat. templom

## Galéria

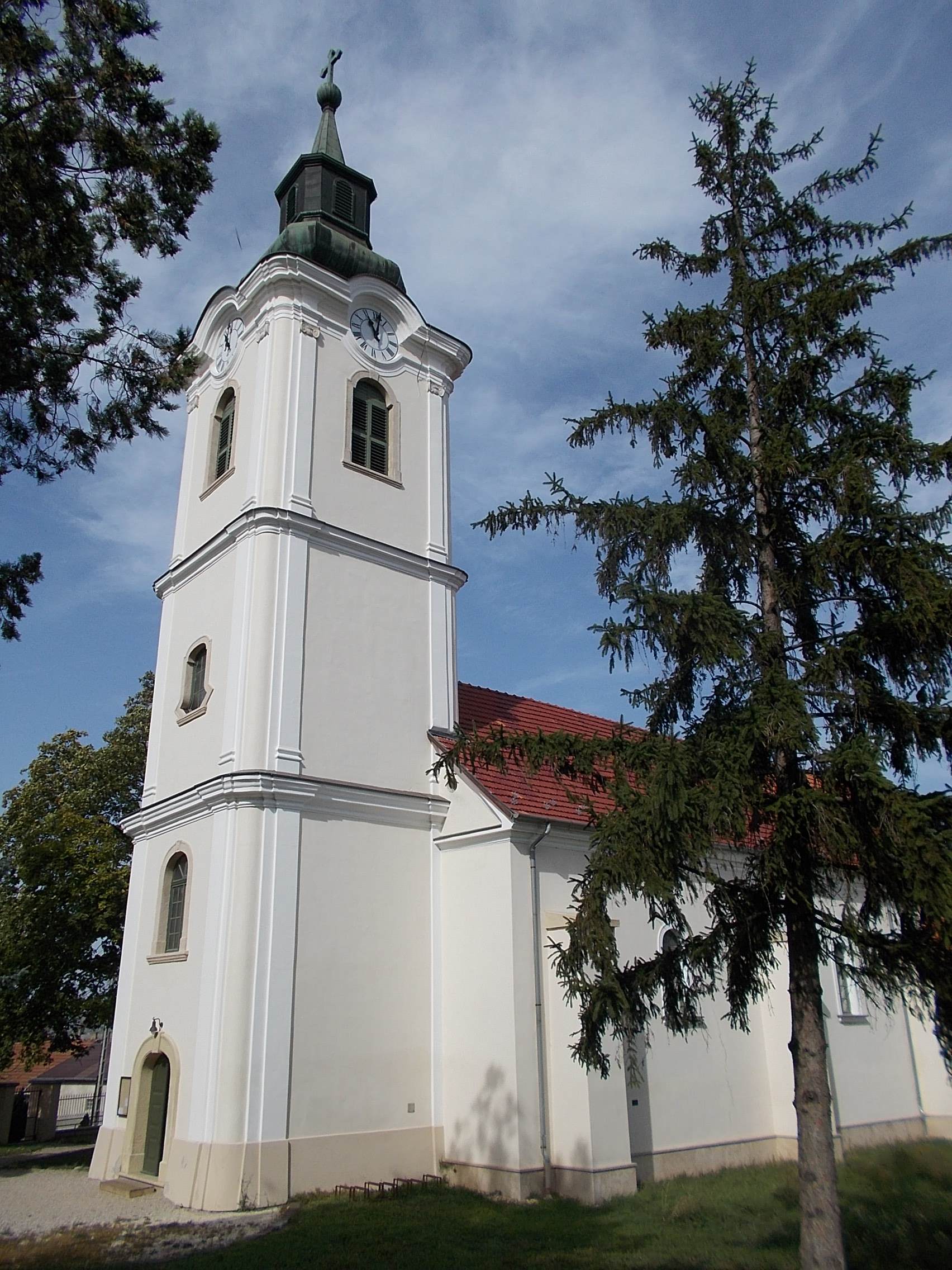
A Szent Mihály arkangyal templom
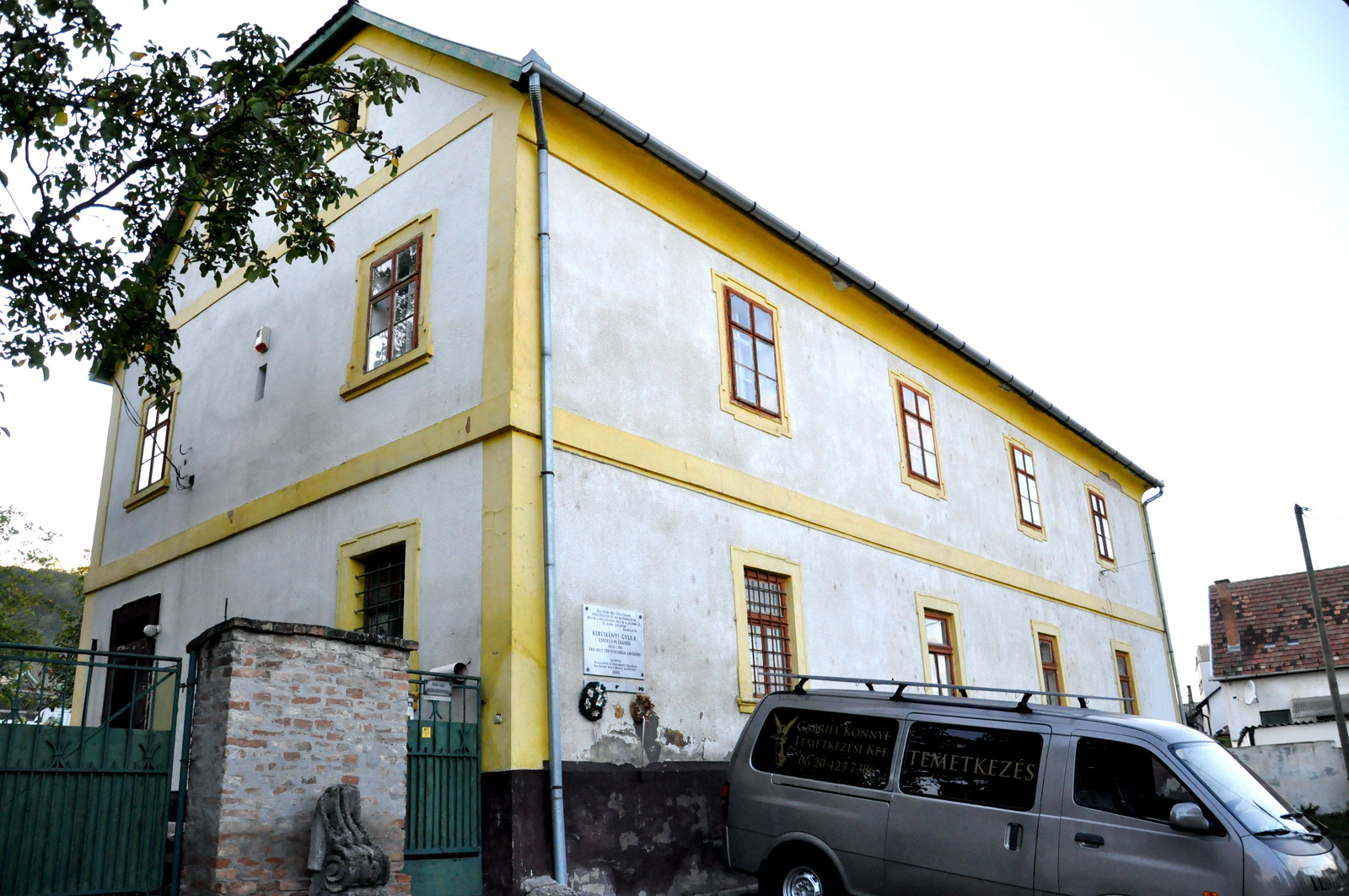
A római katolikus plébánia
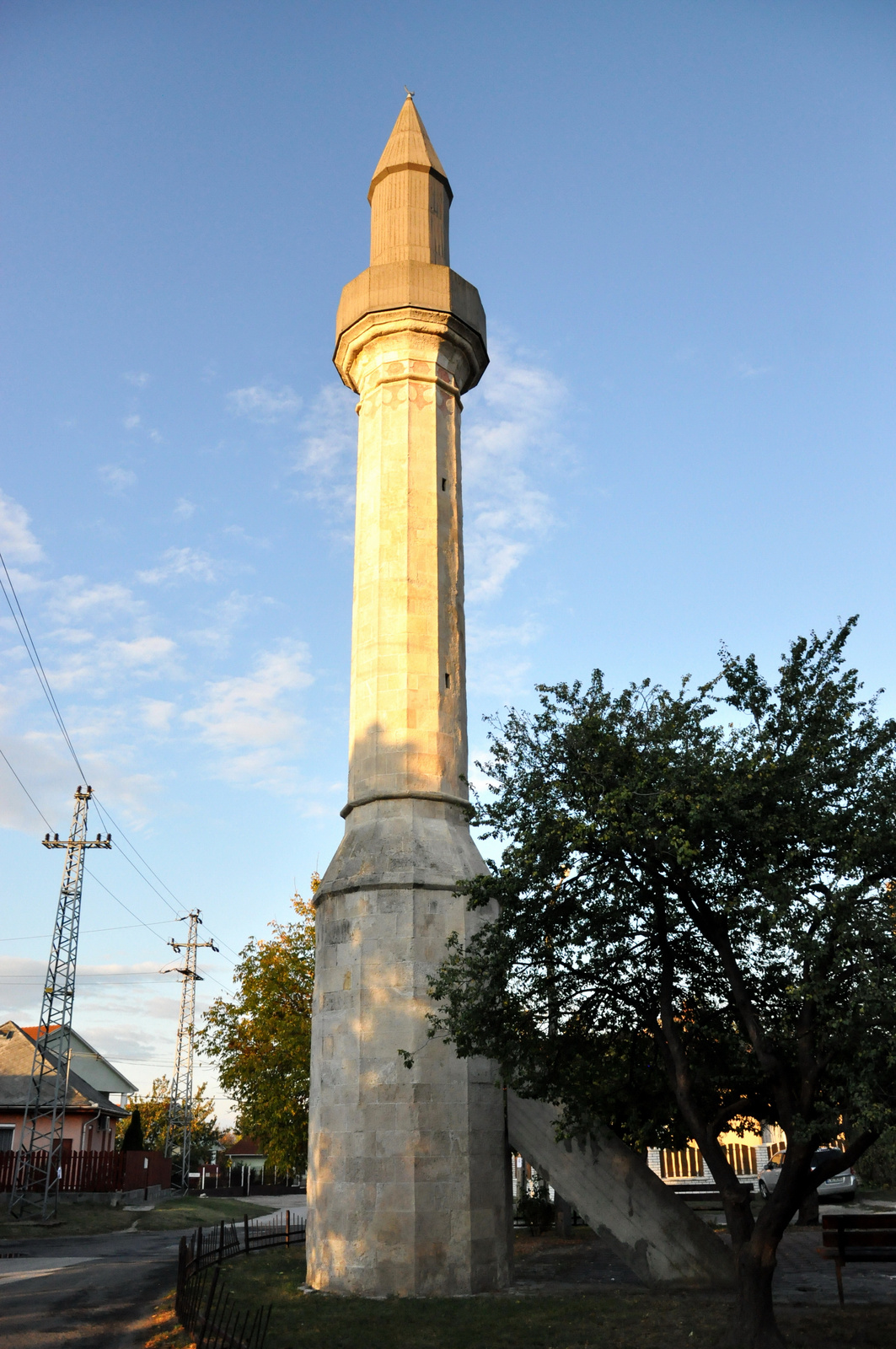
A minaret a Mecset utcában
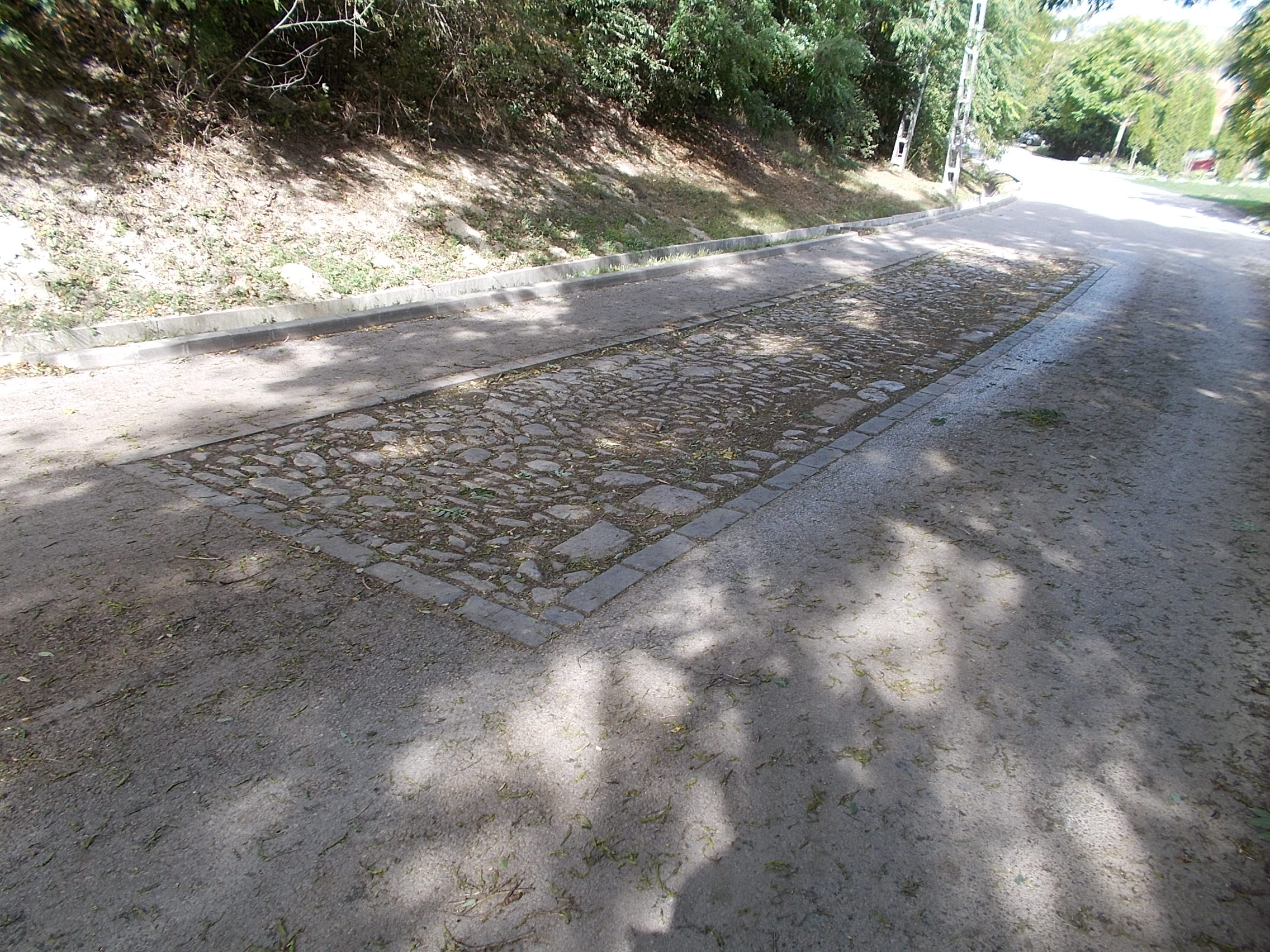
Római út a Mély utcában
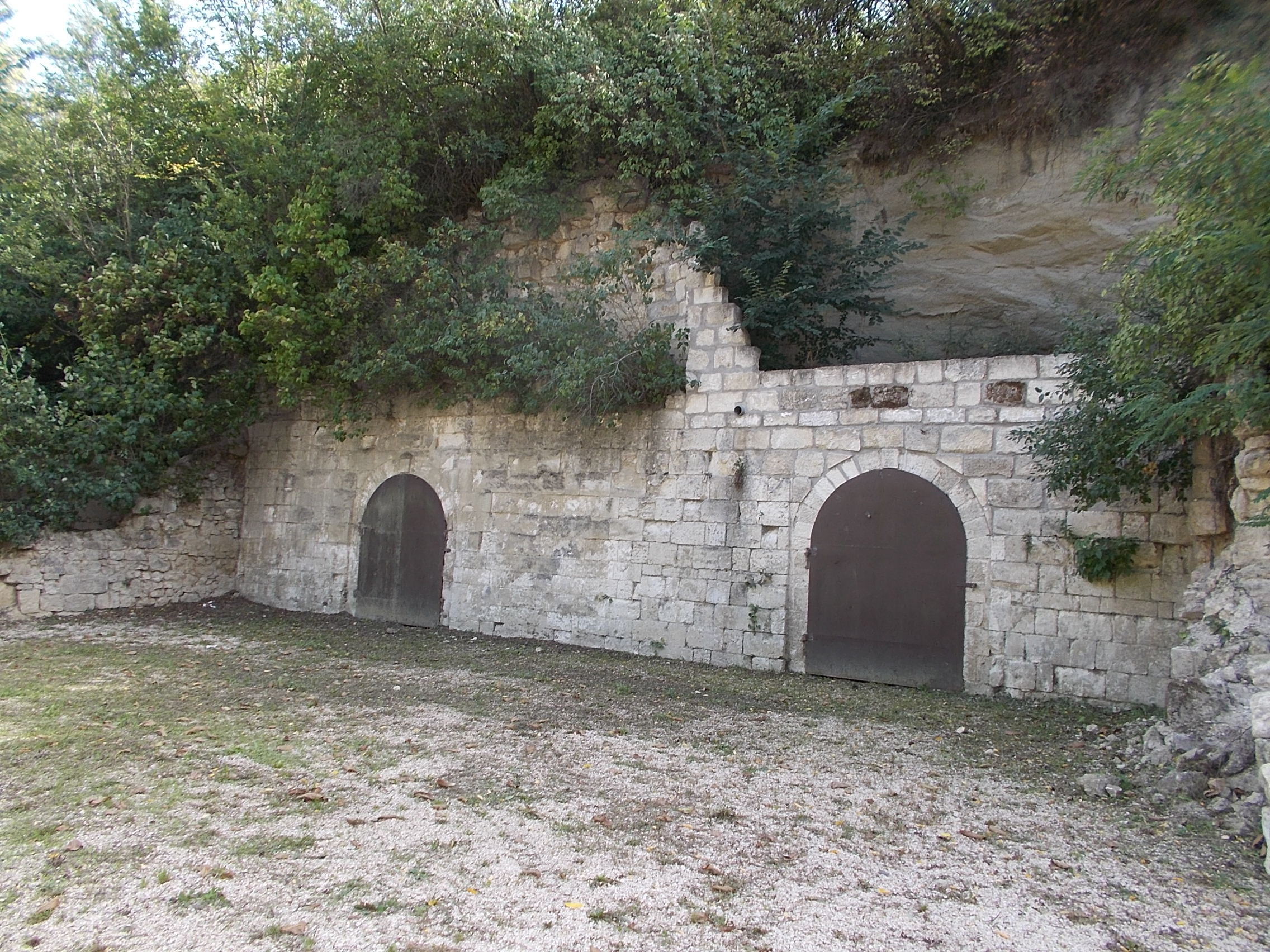
Pincesor a Mély utcában

## Külső hivatkozások
- Érd weblapja
- Érdcenter.hu[halott link]
- Érd-Ófalu utcakereső[halott link]